# 金瑞英
金瑞英（韩语： Kim Seoyeong，1994年3月17日—）生于京畿道，是一名韩国女子游泳运动员，主项是混合泳。金瑞英五岁时开始接触游泳，并在小学五年级时开始接受正式的游泳训练。2009年，年仅15的她在香港举办的东亚运动会上以2分13秒65的破国家纪录的成绩获得女子200米个人混合泳的铜牌。她曾获得2014年度和2017年度庆尚北道体育理事会颁发的新纪录奖，以及2016年全国体育大会最有价值选手奖。